# Literatura antiherética
La Literatura antiherética es una colección de textos y autores del cristianismo primitivo durante la segunda mitad del siglo II, cuya principal motivación es exponer la doctrina cristiana mayoritaria y contrastarla con otras ideas consideradas novedosas o heterodoxas. Si bien muchas obras se han perdido, llegan a la actualidad dos grandes clasificaciones de textos:
- Fragmentos de epístolas pastorales y testimonios de los obispos de Roma Sotero (166-174), Eleuterio (174-189), Víctor (189-198), y Ceferino (198-217); y de obispos de otras ciudades como Serapión de Antioquía (191-211), Dionisio de Corinto (-ca. 175) y Pinito de Cnosos (-ca. 180.).
- Autores con obras teológicas extensas y detalladas como Ireneo de Lyon (140-202) y Hegesipo de Jerusalén (110-180). Muchas obras que son mencionadas o citadas por fuentes posteriores se han perdido: dos obras de Teófilo de Antioquía, una refutación del gnosticismo por Felipe de Gortina, un libro de Agripa Cástor contra la secta de Basílides, un texto de Musano contra el Encratismo etc.

En palabras de Johannes Quasten, «la refutación teológica se propuso dos objetivos: poner de manifiesto sus errores y exponer correctamente las enseñanzas de los Apóstoles y de sus sucesores legítimamente nombrados».

## Novedad y Heterodoxia
La literatura antiherética del siglo II pone en tela de juicio muchas doctrinas que son consideradas novedosas o heterodoxas; o sea, arguye que esas doctrinas no se corresponderían con la enseñanza original de la Iglesia. Hay dos tipos de argumentos principales: 
- Argumentos de autoridad, señalando que las iglesias más importantes (Jerusalén, Antioquía, Corinto, Roma, etc) enseñan al unísono una misma doctrina.
- Argumentos de exégesis basados en la Escritura, señalando que cierta enseñanza se ajusta o se contradice con el texto sagrado.

### Los sistemas gnósticos
Uno de los destinatarios de la literatura antiherética son las religiones gnósticas. Si bien el gnosticismo es más antiguo que el cristianismo, a partir del siglo II muchas escuelas gnósticas incluyen elementos cristianos y veneran la figura del Cristo. En general estos sistemas religiosos se enfocan en dos divinidades mientras que los autores cristianos creen en una sola divinidad.

### Las herejías cristológicas y trinitarias
Otro tipo de disensión se daba entre distintas apreciaciones acerca de la naturaleza de Dios, y del Cristo como Verbo de Dios y como ser humano. Entre ellas se puede mencionar el adopcionismo (doctrina de que el Cristo nació como un humano común y fue posteriormente elevado a una condición divina) y el docetismo (doctrina de que el Cristo era tan divino que no podía tener cuerpo, y por lo tanto su cuerpo era una ilusión).

### Nuevas disciplinas
Un tercer tipo de disensión en la iglesia del siglo II estaba relacionado con la disciplina. El denominado Encratismo promovía prácticas ascéticas muy estrictas, con frecuentes ayunos, prohibiendo el consumo de carne y vino; y a sus miembros se les prohibía contraer matrimonio. Por otro lado el Montanismo, surgido en Asia Menor, también era un movimiento ascético muy estricto que anunciaba el inminente fin de los tiempos. Era relativamente personalista, declarando a su fundador Montano como un nuevo Paráclito. En ambos casos se produjo un choque con las prácticas habituales del resto de la Iglesia.

## Escritos episcopales
Los escritos episcopales son una colección de cartas y documentos de gobierno que hacen a situaciones puntuales, referidas a una comunidad en concreto; por eso no incluyen largos desarrollos teológicos ni exposiciones dogmáticas elaboradas. Son un testimonio de la acción pastoral en este período.

### Italia
Durante el papado de Sotero (166-174) se conoce en Roma la existencia del Montanismo en la región de Frigia, que es condenado por primera vez durante el episcopado de su sucesor inmediato, Eleuterio (174-189). Le siguió Víctor (189-198), que se involucró en la controversia del cuartodecimanismo, en la provincia de Asia; y condenó la herejía adpcionista de Teódoto de Bizancio en Bitinia. Por último, Ceferino (198-217) se opuso a la estricta disciplina montanista y excomulgó a Tertuliano, un gran autor cristiano de la provincia de África que se había incorporado a ese movimiento.

### Grecia
Paralelamente, en Corinto el obispo Dionisio (fallecido hacia el 175) produjo un importante caudal epistolar, que incluía un texto contra el Marcionismo y dos contra el Montanismo. Estas epístolas circulaban probablemente como colección en un solo volumen junto a las respuestas de Sotero de Roma y Pinito de Cnosos.

### Siria
En la Iglesia de Siria presidía Serapión de Antioquía (191-211), octavo desde Simón Pedro, que procuró acercar a la comunidad cristiana a todos los que se habían separado de la praxis o de la doctrina común. En particular, fue laxo con los que habían abandonado el cristianismo durante la persecución. Rechazó el texto denominado Evangelio de Pedro por contener algunas enseñanzas docéticas: «Pero rechazamos los escritos que circulan falsamente bajo su nombre, como hombres experimentados que sabemos que tales escritos no nos han sido transmitidos por tradición (…) hemos podido hacernos con el libro que ellos nos prestaron, revisarlo y descubrir que, si bien la mayor parte está, efectivamente, de acuerdo con la doctrina verdadera del Salvador, han sido añadidas algunas cosas, que hemos anotado para vosotros».

## Escritos teológicos
Por fuentes posteriores, especialmente la Historia Eclesiástica de Eusebio (siglo IV) se conoce la existencia de varias obras antiheréticas hoy perdidas. Sobreviven en cambio algunos fragmentos de Hegesipo de Jerusalén y dos obras de Ireneo de Lyon.

### Hegesipo
Si bien la obra completa de Hegesipo (fallecido hacia 180) también se ha perdido, permanecen varias recensiones y citas conservadas en obras de otros autores que permiten conocer el contenido del texto. Este autor, nacido en Oriente, vivió en Roma unos quince años, entre los pontificados de Aniceto (154-165) y Eleuterio (179-189). Tras su regreso a Oriente publicó unas Memorias de su viaje, junto con una recopilación de doctrina de las iglesias de Roma, Corinto y Asia. Testigo de cómo los grupos gnósticos sincretizaban sus creencias con elementos cristianos, Hegesipo utilizó el testimonio de comunidades cristianas occidentales como demostración de cuál doctrina era más antigua y originaria.

### Ireneo
El autor más importante de la literatura antiherética fue Ireneo de Lyon (140-202). Nacido en la ciudad de Esmirna, en su juventud fue discípulo de Policarpo, un compañero del apóstol Juan. Pasó a Roma, donde fue miembro activo de la comunidad cristiana y estudió junto con Taciano en la academia de Justino el Filósofo. Posteriormente ejerció el ministerio en Lyon, donde fue ordenado presbítero en 177 y luego obispo en 189. Sobreviven dos obras suyas:
- Contra las herejías: el primer gran tratado teológico del cristianismo, contradice una multitud de sistemas gnósticos refutándolos primero con argumentos filosóficos (Libro II) y luego con demostraciones de la tradición de la Iglesia (Libro III), además de defender y explicar detalladamente muchas doctrinas centrales del cristianismo como la existencia de un único Dios, el juicio universal, la resurrección de los muertos, la encarnación, etc.
- Demostración de la predicación apostólica: esta obra de Ireneo permaneció perdida hasta inicios del siglo XX, cuando se la halló en una versión armenia. Refiere, en lenguaje catequético, la historia de la salvación y sobre todo la Encarnación, muerte y resurrección de Jesús de Nazaret como cumplimiento de las promesas de Dios.